# Phymatopsallus chiricahuae
Phymatopsallus chiricahuae är en insektsart som beskrevs av Knight 1964. Phymatopsallus chiricahuae ingår i släktet Phymatopsallus och familjen ängsskinnbaggar. Inga underarter finns listade i Catalogue of Life.